# Исакович, Гарольд Григорьевич
Гарольд Григорьевич Исакович (7 ноября 1931, Москва, РСФСР, СССР — 1992, Москва) — советский архитектор. Лауреат Ленинской премии (1972), Заслуженный архитектор РСФСР (1984), Герой труда Вьетнама (1976).

## Биография
Гарольд Григорьевич Исакович родился 7 ноября 1931 года в Москве. Мать — Елена Ивановна Исакович (Кузнецова). Отец — Григорий Петрович Исакович.
В 1956 году окончил Московский архитектурный институт.
С 1966 года главный архитектор мастерской ЦНИИ экспериментального проектирования зрелищных зданий и спортивных сооружений, Москва. В 1960-х и 1970-х годах несколько лет работал в Афганистане и во Вьетнаме.
Гарольд Григорьевич Исакович умер в 1992 году. Похоронен в Москве на Введенском кладбище (11 уч.).

## Основные работы
- Проекты планировки и застройки жилых кварталов в городах Балашихе, Дзержинском и Воскресенске Московской области (1956—1959)
- Лабораторные корпуса Московского и Казанского химических заводов (1958—1959)
- Ленинский мемориал в Ульяновске (1967—1970, совместно с Б. С. Мезенцевым, М. П. Константиновым и Л. Б. Фабрикантом;[6] Ленинская премия, 1972)
- Застройка центральной площади в Туле (с 1970)[7]
- Комплекс Мавзолея Хо Ши Мина в Ханое (1973—1975)[3]
- Памятник Леониду Красину в Кургане (открыт 3 сентября 1978 года, художник Ю. Л. Чернов)
- Памятник И. Д. Шадру в Шадринске (открыт 4 августа 1984 года, скульптор Ю. Л. Чернов)
- Дворец культуры и дружбы в Ханое (1978—1985)
- Памятник Ю. А. Гагарину в Оренбурге (открыт 12 апреля 1986)[8]
- Дом Республики в Саранске (1987)[9]
- Музей Хо Ши Мина в Ханое (1985—1990)[10]
- Здание Администрации Главы Чувашской Республики (1985—2004)

### Фотогалерея работ
- Здание Администрации Главы Чувашской Республики (Чебоксары)
- Музей-мемориал В. И. Ленина (Ульяновск)
- Мавзолей Хо Ши Мина (Ханой)
- Музей Хо Ши Мина (Ханой)
- Дворец культуры и дружбы (Ханой)
- Памятник Леониду Красину (Курган)
- Памятник Ивану Шадру (Шадринск)
- Памятник Гагарину (Оренбург)
- Дом Республики (Саранск)